# Joachim Bublath
Joachim Bublath (* 12. März 1943 in Memel, damals Deutsches Reich) ist ein deutscher Physiker und ehemaliger Fernsehmoderator.

## Leben
Im Jahr 1956 kam Joachim Bublath mit 13 Jahren nach Frankfurt am Main. Nach dem Abitur an der Carl-Schurz-Schule studierte er Chemie, Mathematik und Physik. Sein Studium schloss Bublath mit einem Diplom ab. Für seine Promotion wechselte er an die Technische Universität München und schloss diese 1971 mit einer Doktorarbeit in theoretischer Physik ab.
Schon während seines Studiums kam er über den Studentenschnelldienst zum Fernsehen. Beim Hessischen Rundfunk arbeitete er in den Semesterferien zunächst als Kameraassistent und produzierte auch eine Wissenschaftssendung bereits im Stile seiner späteren Knoff-Hoff-Show, den Physik-Zirkus, der seinerzeit im dritten Fernsehprogramm des Hessischen Rundfunks ausgestrahlt wurde. Später wurde er mathematischer Berater bei wissenschaftlichen Sendungen des Schulfernsehens, baute im Hessischen Rundfunk eine Wissenschaftsabteilung auf und produzierte zudem Filme für Länder der Dritten Welt. In dieser Zeit moderierte er auch die Sendung Kopf um Kopf im Westdeutschen Fernsehen.
Im Jahr 1981 wechselte Bublath zum ZDF und leitete dort die Abteilung Naturwissenschaft und Technik. In den Jahren 1986 bis 1999 konzipierte, schrieb und moderierte er alle 79 Folgen der zweimonatlich ausgestrahlten Sendung Die Knoff-Hoff-Show, die von 2002 bis zum Dezember 2004 als Die große Knoff-Hoff-Show in verändertem Format fortgesetzt wurde. Ab 1981 war er auch Autor und Moderator des ZDF-Wissenschaftsmagazins Aus Forschung und Technik. 1988 wurde die Sendung modernisiert und unter dem Namen Abenteuer Forschung fortgesetzt. Das Format wurde schließlich 2003 komplett auf Bublath zugeschnitten und in Joachim Bublath umbenannt. 2007 wurde er zum Wissenschaftsjournalisten des Jahres gewählt.
Seine letzte ZDF-Sendung Joachim Bublath fand am 5. März 2008 statt. Im Mai 2008 verlieh ihm die GWUP den Carl-Sagan-Preis für seine journalistische Arbeit, da er seit 1981 die wissenschaftliche Fernsehlandschaft maßgeblich mitgestaltet habe.
Im Ruhestand hält er Vorträge vor Fachpublikum bei Symposien und Fortbildungen.
Bublaths Sohn ist der Jazzmusiker Matthias Bublath.

## Fernsehsendungen
- Aus Forschung und Technik
- Abenteuer Forschung
- Chaos im Universum (Erstausstrahlung 2001)
- Die Knoff-Hoff-Show
- Erfinderbörse
- Faszination Erde
- Faszination Universum
- Geheimnisse unseres Universums
- Der Physik-Zirkus
- Joachim Bublath
- Rätsel unseres Universums

## Auszeichnungen
- 1990: Preis der International Science Film Association
- 1990: Telestar
- 1993: Medaille für naturwissenschaftliche Publizistik[8] der Deutschen Physikalischen Gesellschaft
- 1994: Bayerischer Fernsehpreis
- 1997: Bundesverdienstkreuz am Bande (9. Oktober 1997)[9]
- 2001: Robert-Mayer-Preis des Vereins Deutscher Ingenieure (VDI)
- 2003: EKOTOP (Dokumentarfilmpreis)
- 2006: Grand Prix des Doku-Festivals in Ostrava
- 2007: Wissenschaftsjournalist des Jahres – Medium Magazin
- 2008: Carl-Sagan-Preis der GWUP[10]

## Veröffentlichungen
- Einfluss der Polarisierbarkeit auf die Bindung von Exzitonen an isoelektrischen Störstellen. Technische Universität München, München 1971 (Dissertation).
- Physik-Zirkus. Neue Darmstädter Verlagsanstalt, Rheinbreitbach 1977, ISBN 3-87576-056-5.
- Das Knoff-Hoff-Buch. Hrsg.: Joachim Bublath. 1. Auflage. G+G Urban-Verlag, München 1987, ISBN 3-925334-13-0, S. 172.
- Das neue Bild der Welt: Chaos, Relativität, Weltformel. Ueberreuter, Wien 1992, ISBN 3-8000-3466-2.
- Verblüffende Experimente aus der Naturwissenschaft. Heyne, München 1995, ISBN 3-453-08151-X.
- Geheimnisse unseres Universums: Zeitreisen, Quantenwelten, Weltformeln. Droemer, München 1999, ISBN 3-426-27181-8.
- Chaos im Universum: Asteroiden und Kometen, fremde Welten, Theorien über das Chaos. Droemer, München 2001, ISBN 3-426-27193-1.
- Die neue Welt der Gene: Visionen, Rätsel, Grenzen. Droemer, München 2003, ISBN 3-426-27304-7.
- Faszination Erde: Von der grünen Hölle Amazoniens bis zur australischen Steppe. Econ-Verlag, Berlin 2006, ISBN 978-3-430-30008-7.
- Faszination Erde: Von den Eiswelten der Arktis zu den Feuerbergen der Anden. Ullstein Verlag, 2007, ISBN 978-3-550-08699-1.